# Paralophogaster microps
Paralophogaster microps är en kräftdjursart. Paralophogaster microps ingår i släktet Paralophogaster och familjen Lophogastridae. Inga underarter finns listade i Catalogue of Life.